# 王伯敏
王伯敏（1924年—2013年12月29日），浙江台州人。别名柏闽，笔名田宿蘩，斋号半唐斋。中国画家。

## 生平
1947年，毕业于上海美专，为徐悲鸿、黄宾虹学生。担任中国美术学院教授，为当代文人画大师。
2013年12月29日于杭州辞世，享年90岁。